# ميولة (كليائي)
میولة (بالفارسية: میوله) هي مستوطنة تقع في إيران في قسم کلیائي الريفي. يقدر عدد سكانها بـ 506 نسمة .